# 13. Königlich Bayerische Landwehr-Infanterie-Brigade
Die 13. Landwehr-Infanterie-Brigade war ein Großverband der Bayerischen Armee.

## Geschichte

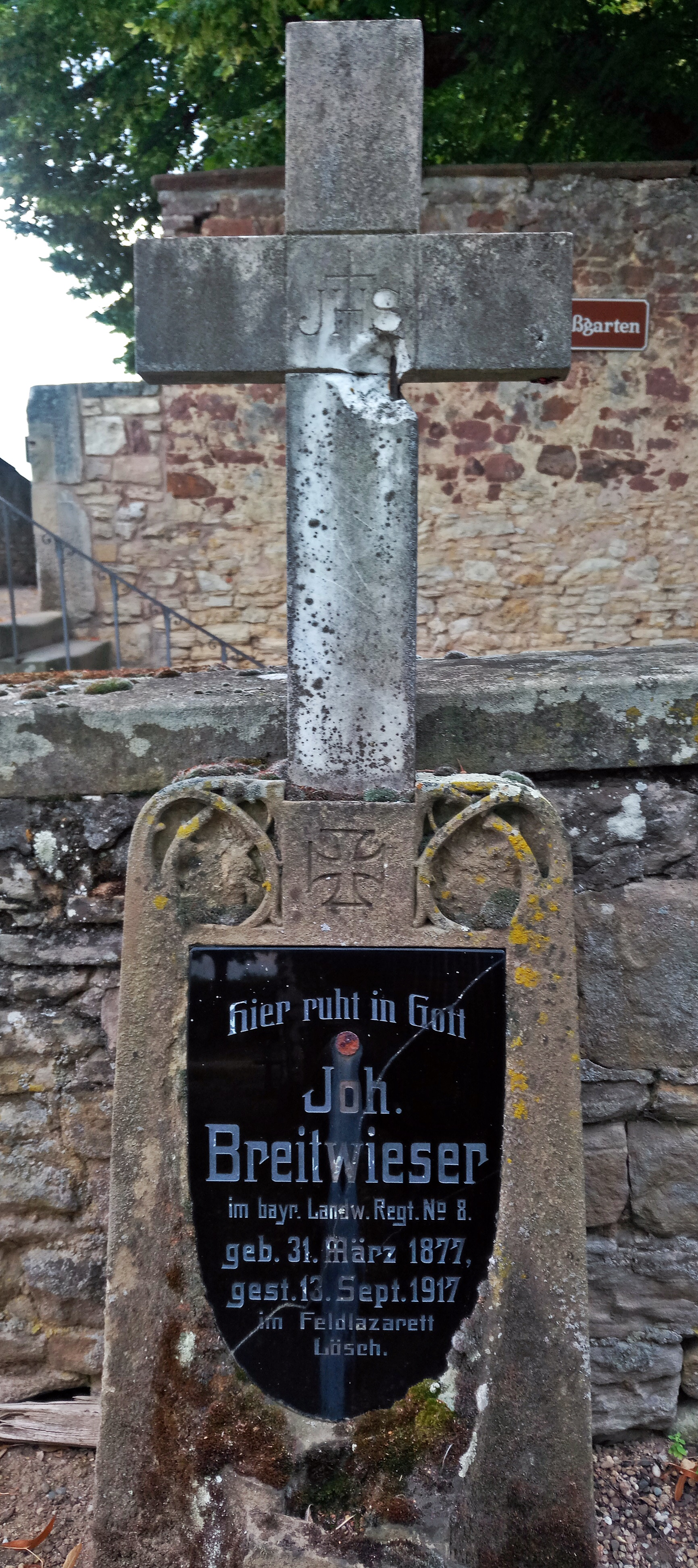
Herxheim am Berg, Grab eines Angehörigen des 8. Bayerischen Landwehr-Infanterie-Regiments, 1917

Die Brigade wurde während des Ersten Weltkriegs am 28. September 1914 aus Truppenteilen der Festung Germersheim aufgestellt, der 1. Landwehr-Division unterstellt und an der Westfront eingesetzt.
Sie wurde am 28. September 1916 in 17. Reserve-Infanterie-Brigade umbenannt.

## Gliederung

### Kriegsgliederung am 28. September 1914
- Landwehr-Infanterie-Regiment 8
- Landwehr-Infanterie-Regiment 10

## Kommandeure
| Dienstgrad            | Name                                | Datum                               |
| --------------------- | ----------------------------------- | ----------------------------------- |
| Generalleutnant z. D. | Alois Freiherr Reichlin von Meldegg | 28. September 1914 bis 4. Juni 1916 |
| Generalleutnant       | Gustav von Heydenaber               | 4. Juni bis 28. September 1916      |